# Jean-Jacques Bouya
Jean-Jacques Bouya est un homme politique congolais né le 24 mai 1962 à Mouembé (Cuvette). Il est Ministre de l’Aménagement du territoire, des infrastructures et de l’entretien routier depuis septembre 2012, et député de Tchikapika depuis le septembre 2012.
Pilote de formation, il fut aux commandes du Boeing 727 du président Denis Sassou-Nguesso de 1989 à 1992, et pilota pour la compagnie aérienne Lina-Congo (en). 
Il fut également conseiller aux Transports auprès de Denis Sassou-Nguesso (1997-2012), délégué général aux Grands Travaux (2003-2012) ainsi que coordonnateur des travaux du gouvernement (2011-2012).

## Biographie

### Jeunesse et formation
Jean-Jacques Bouya est né le 24 mai 1962 à Mouembé, dans le district de Tchikapika (Cuvette). Issu de l'ethnie mbochi, il est le cousin du président Denis Sassou-Nguesso,.
De 1987 à 1989, il suit une formation de pilote d'avion en France et aux États-Unis (notamment à Miami, en Floride).

### Pilote d'avion
De retour au Congo, il devient de 1989 à 1992 le pilote du Boeing 727 personnel de Denis Sassou-Nguesso. Lorsque ce dernier est battu aux élections présidentielles par Pascal Lissouba en 1992, Jean-Jacques Bouya part travailler pour la compagnie aérienne nationale Lina-Congo (en), où il sera longtemps aux commandes d'un Fokker 28.

### Carrière politique

#### Débuts
En 1997, à l'occasion du retour de Denis Sassou-Nguesso au pouvoir, il est nommé conseiller aux Transports auprès du président. En 2003, il devient également délégué général aux Grands Travaux, et gère ainsi « tous les projets de construction des infrastructures de base dont le coût de financement dépasse les 500 millions de FCFA ».
Lors de l'élection présidentielle de 2009, il est chargé de la logistique de la campagne du président sortant Denis Sassou-Nguesso, qui se fait réélire. 
À partir de juillet 2011, il entre au bureau politique du Parti congolais du travail (PCT). En octobre de la même année, il est également nommé coordonnateur des travaux du gouvernement. Ce poste fait de Jean-Jacques Bouya un « premier ministre de fait » selon certains observateurs, comme La Lettre du Continent,.

#### Député
Lors des élections législatives de 2012, il est élu député de Tchikapika dès le premier tour avec 100 % des voix, à la suite du retrait de ses deux adversaires indépendants,, et entre en fonction à l'Assemblée nationale le 5 septembre 2012. Il succède à Fulbert Ekondi, qui devient cependant son suppléant.
En avril 2017, des habitants de Tchikapika critiquent l'action de Jean-Jacques Bouya en tant que député lors de l'assemblée générale des « ressortissants des villages de la terre Tongo ». Ils dénoncent notamment le retard dans la construction de routes, le manque d'eau potable, les difficultés des « structures scolaires et sanitaires qui manquent de craies, de produits pharmaceutiques, et de personnel », et s'alarment de l'« état de pauvreté très avancé » de la population. Jean Didier Elongo, président de l'Association pour le développement de la terre Tongo (ADTT), prend la défense de Jean-Jacques Bouya, affirmant que « le district a beaucoup évolué » durant son mandat et rejetant toute faute sur son suppléant, Fulbert Ekondi. 
Lors des élections législatives de 2017, Jean-Jacques Bouya est néanmoins réélu dans la circonscription de Tchikapika dès le premier tour avec 100 % des voix.

#### Ministre
Le 25 septembre 2012, Jean-Jacques Bouya fait son entrée au gouvernement en devenant ministre à la présidence de la République, chargé de l'Aménagement du territoire et de la Délégation générale aux grands travaux (qui deviendra simplement « aménagement du territoire et des grands travaux » en 2016). À ce poste, il assure « l'interface avec les hommes d'affaires à Brazzaville et joue le rôle de VRP à l'étranger [...] pour négocier d'importants contrats en Chine, au Qatar ou au Brésil ». 
Lors du remaniement du 22 août 2017, il est reconduit à son poste dans le gouvernement Mouamba II. Son portefeuille change légèrement de nom pour l'occasion, et il devient ministre de l'Aménagement, de l'Équipement du territoire et des Grands Travaux. Lors de la nomination du gouvernement Makosso, le domaine des « grands travaux » est retiré de l'intitulé de son ministère, au profit du domaine de l'« entretien routier ». Il devient ainsi Ministre de l’Aménagement du territoire, des infrastructures et de l’entretien routier. Lors du remaniement de septembre 2022, il obtient le statut de ministre d'État.

### Vie privée
Jean-Jacques Bouya fut marié à Julia Bouya, décédée le 18 septembre 2021.

## Controverse
Avec le ministre des Finances Gilbert Ondongo, il est mis en cause dans des contrats présumés de corruption par l'ONG Public Eye en septembre 2017.

## Publications
- Discours sur un Congo en chantier (préf. Denis Sassou-Nguesso), 2018, 216 p.Compilation de 96 discours prononcés par Jean-Jacques Bouya entre 2002 et 2016 lors de l'inauguration de chantiers[15]